# Гранівське (заказник)
Гра́нівське — гідрологічний заказник місцевого значення в Україні. Розташований у межах Ніжинського району Чернігівської області, на захід від села Вертіївка. 
Площа 27 га. Статус присвоєно згідно з рішенням Чернігівського облвиконкому від 27.12.1984 року № 454; від 28.08.1989 року № 164. Перебуває у віданні ДП «Ніжинське лісове господарство» (Вертіївське л-во, кв. 113, 114, 116, 117). 
Статус присвоєно для збереження лучно-болотного природного комплексу, розташованого серед лісового масиву, в південній частині ботанічного заказника Урочище «Лисарівщина». У деревостані прилеглого лісу переважають насадження дуба і вільхи. 